# Miconia poecilantha
Miconia poecilantha är en tvåhjärtbladig växtart som beskrevs av Antonio Lorenzo Uribe Uribe. Miconia poecilantha ingår i släktet Miconia och familjen Melastomataceae. IUCN kategoriserar arten globalt som starkt hotad.
Artens utbredningsområde är Colombia. Inga underarter finns listade i Catalogue of Life.